# Trasporti in Brianza
La rete dei trasporti della Brianza ha il compito di mettere in collegamento con l'Italia e l'Europa una delle regioni più industrializzate e densamente popolate del pianeta (1371 ab./km²). La Brianza deve effettivamente parte della sua fortuna economica alla posizione geografica privilegiata di cui gode che – abbinata a un'efficiente rete di trasporti – le permette comunicazioni celeri con centri nevralgici per l'industria e il commercio. Rapporti privilegiati vengono ovviamente intrattenuti con Milano, tant'è che l'OCSE ha incluso il territorio brianteo nella sua area metropolitana. Per il capoluogo lombardo esistono collegamenti stradali e ferroviari con più zone della Brianza.

## Collegamenti stradali
Tra i collegamenti stradali si segnalano le direttrici principali:
Autostrade e tangenziali

Una delle arterie più frequentate d'Europa

- A4: meglio nota come Torino – Venezia, mette in comunicazione la Brianza con l'agglomerato milanese, con il Piemonte e col Veneto e in prospettiva più ampia con la Francia e l'Europa orientale. Una delle arterie più frequentate d'Europa Inoltre essa si allaccia alle autostrade A8 e A9, che portano rispettivamente a Malpensa – Varese e a Como – Lugano. Gli svincoli della A4 siti in territorio brianzolo sono l'interconnessione con la A52 – tangenziale nord e le uscite di Agrate e Cavenago-Cambiago. Il tratto brianteo dell'autostrada è interessato dai lavori di ampliamento da 3 a 4 corsie che Autostrade per l'Italia S.p.A. è stata costretta a intraprendere per far fronte al flusso di veicoli più pesante d'Italia nonché uno tra i primi d'Europa (picchi di 140.000 veicoli al giorno) [1]
- A52 - tangenziale nord: collega la tangenziale est con la SS 35 e la SS 36 Vallassina passando per i comuni di Sesto San Giovanni, Monza, Cinisello Balsamo, Nova Milanese e Paderno Dugnano.
- A51 - tangenziale est: corre in Brianza per quasi 15 km, da Brugherio a Usmate Velate. Oltre all'interconnessione con la A4, si contano gli svincoli di Agrate-Monza, Concorezzo-Agrate nord, Burago-Cascina Morosina, Vimercate sud-Villasanta-Quartiere torri bianche, Vimercate centro, Vimercate nord, Carnate, Usmate Velate sud, Usmate Velate nord – SS 342 briantea. Questa arteria è il collegamento stradale principale e più rapido tra Milano e la Brianza orientale e serve le aree del Monzese, del Vimercatese e del Meratese. Gli utenti della Brianza occidentale e settentrionale si riversano invece sulla SS 36 Vallassina. La SS 36 a Nibionno, trafficata anche sotto la neve

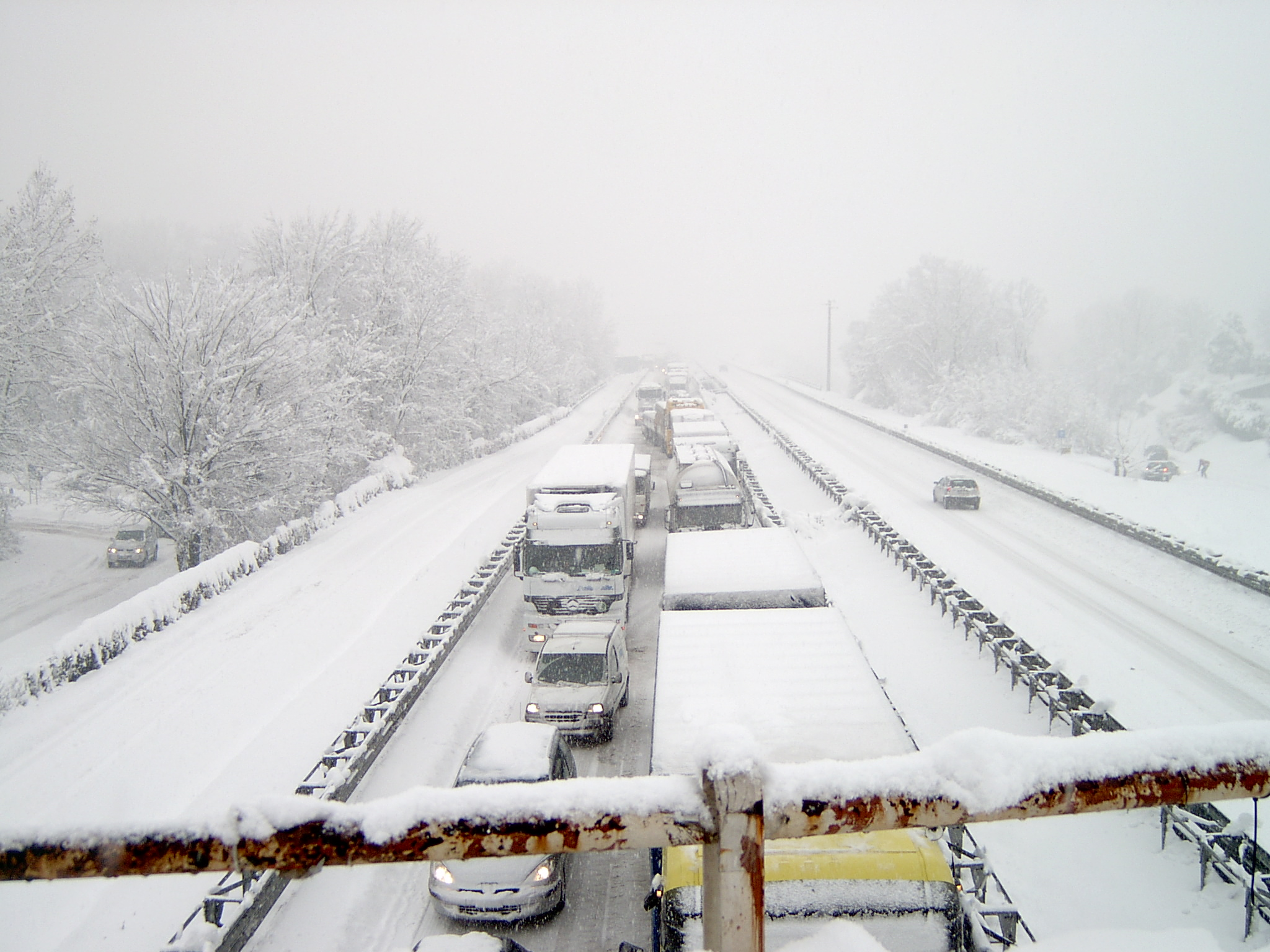
La SS 36 a Nibionno, trafficata anche sotto la neve

- A9: interessa marginalmente il territorio brianzolo, in cui ha solo lo svincolo di Fino Mornasco. Tuttavia, su questa arteria si riversa l'utenza della Brianza comasca diretta in Svizzera – che si trova a una manciata di chilometri – e a Milano. Sono in progetto lavori di ampliamento a 3 corsie per la tratta Lainate – Como-Grandate.

Superstrade e Strade Statali
- SS 36 Valassina: attraversa la Brianza da sud a nord e la mette in collegamento con Milano, Monza, Lecco e la Valtellina. Si tratta di una strada trafficatissima, a 3 corsie per senso di marcia fino a Giussano. Da Milano a Monza non è esente da intersezioni semaforiche e incroci a raso. Nel giugno 2009 sono partiti i lavori per la realizzazione di una galleria urbana di 1,8 km in territorio di Monza (Anas). Gli svincoli in Brianza sono: Monza San Fruttuoso, Monza Centro – Autodromo – Villa Reale, Lissone sud - Muggiò, Lissone centro - Muggiò centro, Lissone - Nova, Lissone ovest - Desio San Giorgio, Lissone Aliprandi - Seregno sud, Seregno, Carate Brianza, Verano Brianza, Giussano, Verano Brianza nord, Arosio – Briosco, Fornaci, Capriano, Statale 342 Como – Bergamo / Nibionno, Costa Masnaga, Molteno, Annone, Suello, Civate, Olginate.
- SS 35 dei Giovi: assume i connotati di superstrada in territorio brianzolo (da Milano a Lentate sul Seveso), assicura un collegamento rapido tra Como e la Svizzera, la Brianza occidentale e Milano.

## Collegamenti ferroviari
La Brianza è attraversata da numerose linee ferroviarie che si possono distinguere in due insiemi: la rete statale, composta dalle linee ferroviarie di proprietà dello Stato, e quella regionale, composta dalle ferrovie un tempo in concessione al Gruppo FNM.
Del primo raggruppamento appartengono le linee principali e secondarie gestite da RFI:
- Ferrovia Milano-Chiasso: con le stazioni di Monza, Lissone-Muggiò, Desio, Seregno, Camnago-Lentate, Carimate, Cantù-Cermenate e Cucciago è una linea internazionale percorsa sia da treni a cadenza semioraria delle linee  S9 e S11 del servizio ferroviario suburbano di Milano, sia regionali lombardo-elvetici della TiLo diretti a Chiasso e Locarno a cadenza oraria, sia dai treni rapidi Eurocity diretti a Lugano, Zurigo, Basilea e Sciaffusa.
- Ferrovia Lecco-Milano: con le stazioni di Monza, Arcore, Carnate-Usmate, Osnago, Cernusco-Merate, Olgiate-Calco-Brivio e Airuno. Sulla linea viaggiano molti convogli, tra cui i regionali da Bergamo nel tratto da Carnate a Milano Porta Garibaldi e i regionali diretti a Sondrio e Tirano, entrambi a frequenza oraria, cui si aggiungono i treni a cadenza semioraria della linea S8 del servizio ferroviario suburbano di Milano. Dal capoluogo brianzolo alla stazione di Milano Centrale ci vogliono circa dieci minuti di viaggio senza fermate intermedie
- Ferrovia Monza-Molteno-Lecco: con le stazioni di Monza, Monza Sobborghi, Villasanta Parco, Buttafava, Biassono-Lesmo Parco, Macherio-Canonica, Triuggio-Ponte Albiate, Carate-Calò, Villa Raverio, Besana, Renate-Veduggio, Costa Masnaga, Oggiono, Molteno, Sala al Barro-Galbiate e Civate. Si tratta di una linea minore, non elettrificata, servita a cadenza oraria dei treni della line S7 Milano Porta Garibaldi - Molteno - Lecco e dai regionali Como-Molteno-Lecco a cadenza oraria, senza servizio tra le 9 e le 12 circa.
- Ferrovia Seregno-Bergamo: servita da treni da Seregno a Carnate (sostituiti indefinitamente da autobus dal 2020), e da Milano a Bergamo via Carnate, limitati a Ponte San Pietro a partire da febbraio 2024 per lavori di raddoppio del binario
- Ferrovia Seregno-Carnate: con le stazioni di Macherio-Sovico e Lesmo, è una linea locale che collega Seregno con il nodo d'interscambio di Carnate. Elettrificata e ad un unico binario, sovrappassa senza incrociare la linea Monza-Molteno all'altezza di Lesmo; al 2024, è rimasta senza un servizio passeggeri o merci regolare, dopo che anche quest'ultimo è stato sospeso
- Ferrovia Como-Lecco: attraversa la parte settentrionale della Brianza e collega Como, Cantù, Alzate Brianza al tronco di Molteno-Lecco, intersecandosi a Merone con la linea FNM Milano-Asso. Linea secondaria non elettrificata ad un unico binario nel tratto centrale, servita da regionali Como-Molteno-Lecco a cadenza oraria, senza servizio tra le 9 e le 12 circa.

Appartengono alla rete regionale, e quindi sono gestite da FerrovieNord, le seguenti linee:
- Ferrovia Milano-Asso: che attraversa tutto il territorio brianzolo da Milano ad Asso, passando per le città di Cesano Maderno, Seveso, Meda, Mariano Comense ed Erba. Rappresenta uno dei più importanti collegamenti dell'area a nord di Milano, oltre che essere una delle più antiche linee ferroviarie italiane; è servita dai treni delle linee S2 ed S4 del servizio ferroviario suburbano, ciascuna a cadenza semioraria, oltre che dai regionali per Erba ed Asso con cadenza oraria
- Ferrovia Saronno-Como: di marginale interesse riguardo al territorio brianzolo, sfiora soltanto l'area con le stazioni di Lomazzo e Fino Mornasco.
- Ferrovia Saronno-Seregno, servita dai treni della linea S9 del servizio ferroviario suburbano di Milano a cadenza semioraria

Dal punto di vista del servizio passeggeri, sia le linee statali che quelle regionali sono percorse dai treni regionali di Trenord, sulla base del contratto di servizio stipulato con la Regione Lombardia.
Molte ferrovie sono utilizzate dal Servizio ferroviario suburbano di Milano. In particolare, la Brianza è servita dalle seguenti linee suburbane, anch'esse gestite da Trenord:
- Linea S2;
- Linea S4;
- Linea S7;
- Linea S8;
- Linea S9;
- Linea S11.